# Воинское кладбище № 384 (Лагевники)
Воинское кладбище № 384 — Лагевники (пол. Cmentarz wojenny nr 384 - Łagiewniki) — воинское кладбище, находящееся в краковском районе Лагевники, Польша. Кладбище входит в группу Западногалицийских воинских захоронений времён Первой мировой войны. На кладбище похоронены военнослужащие Австрийской, Германской и Российской армии, которые погибли в августе 1914 — декабре 1918 года во время Первой мировой войны.

## История
Кладбище было основано Департаментом воинских захоронений К. и К. военной комендатуры в Кракове в 1914 году. Автором кладбища был австрийский архитектор Ганс Майр. На кладбище находятся 266 индивидуальных могил, в которых были похоронены солдаты, погибшие от эпидемии в военном госпитале, находившемся в католическом женском монастыре. Последнее захоронение было осуществлено в 1918 году.
В настоящее время кладбище находится рядом с Санктуарием Божьего Милосердия в краковском районе Лагевники. От первоначального состояния остались фрагменты каменного ограждения с уцелевшим входом и несколько десятков каменных безымянных надмогильных памятников заросших травой и находящихся в крайне плохом состоянии. В центре кладбище в наше время установлены памятный знак с мемориальной табличкой. Напротив входа располагается деревянный крест с распятием.

## Галерея

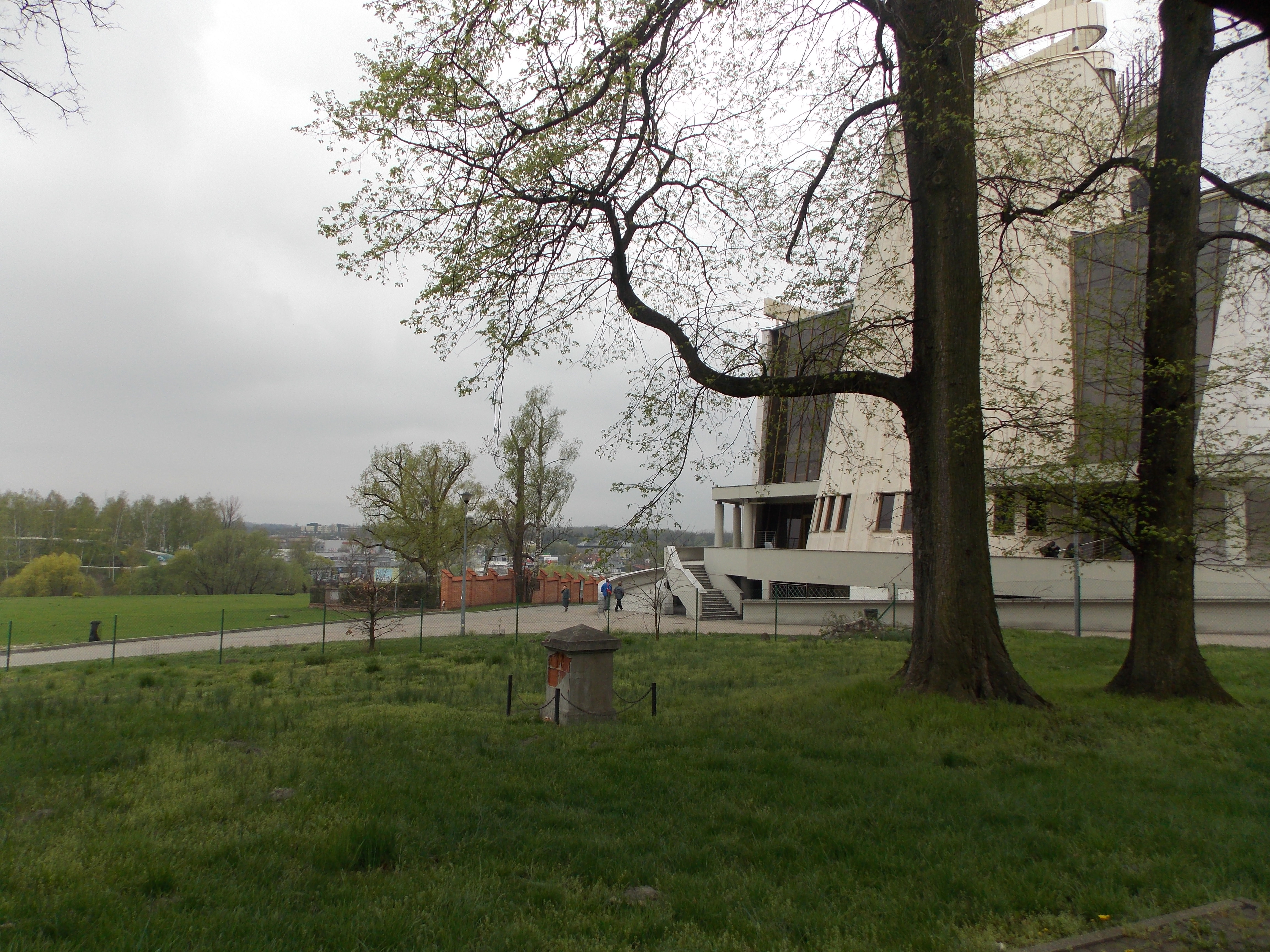
Общий вид кладбища
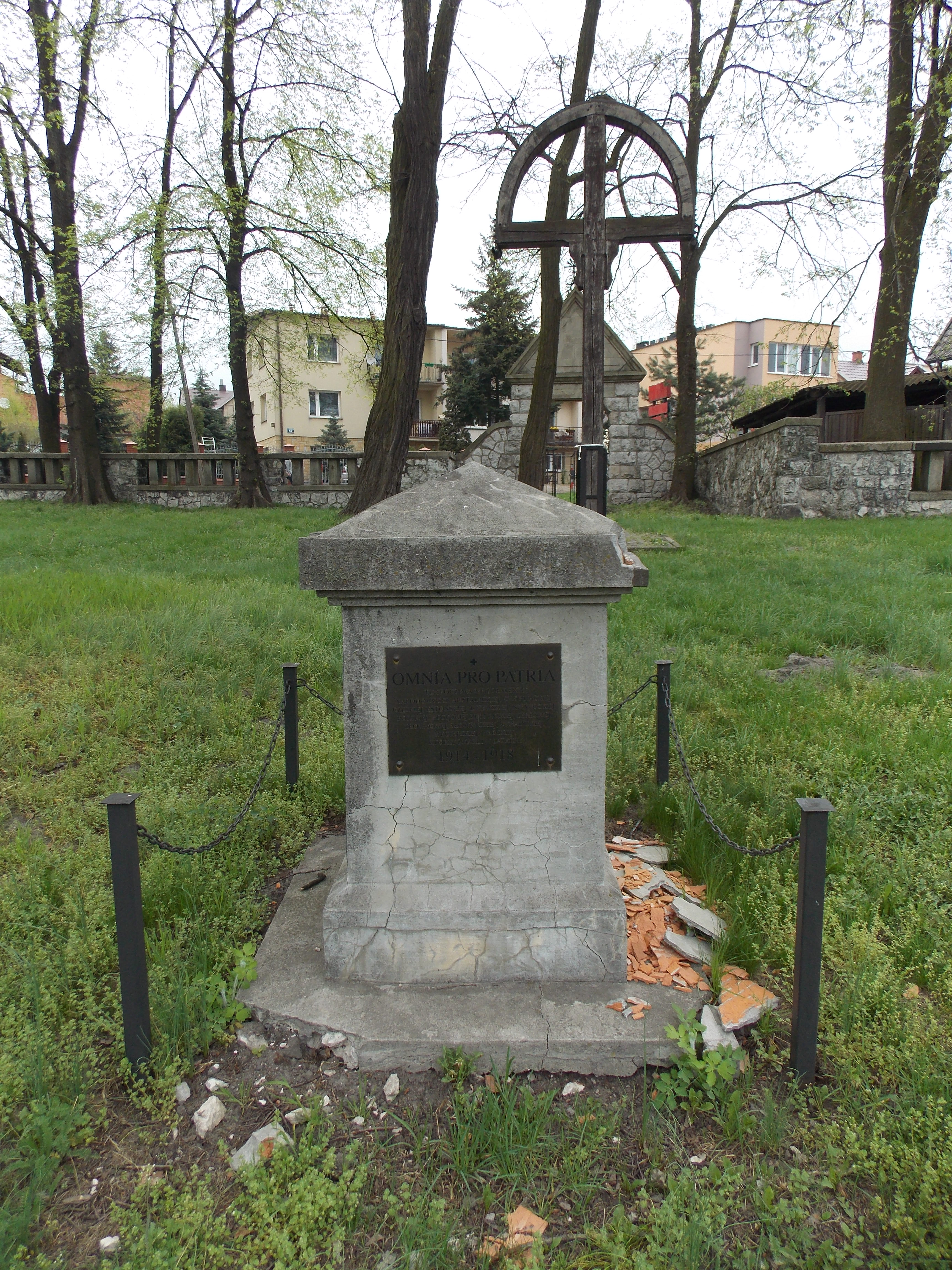
Памятный знак с мемориальной табличкой
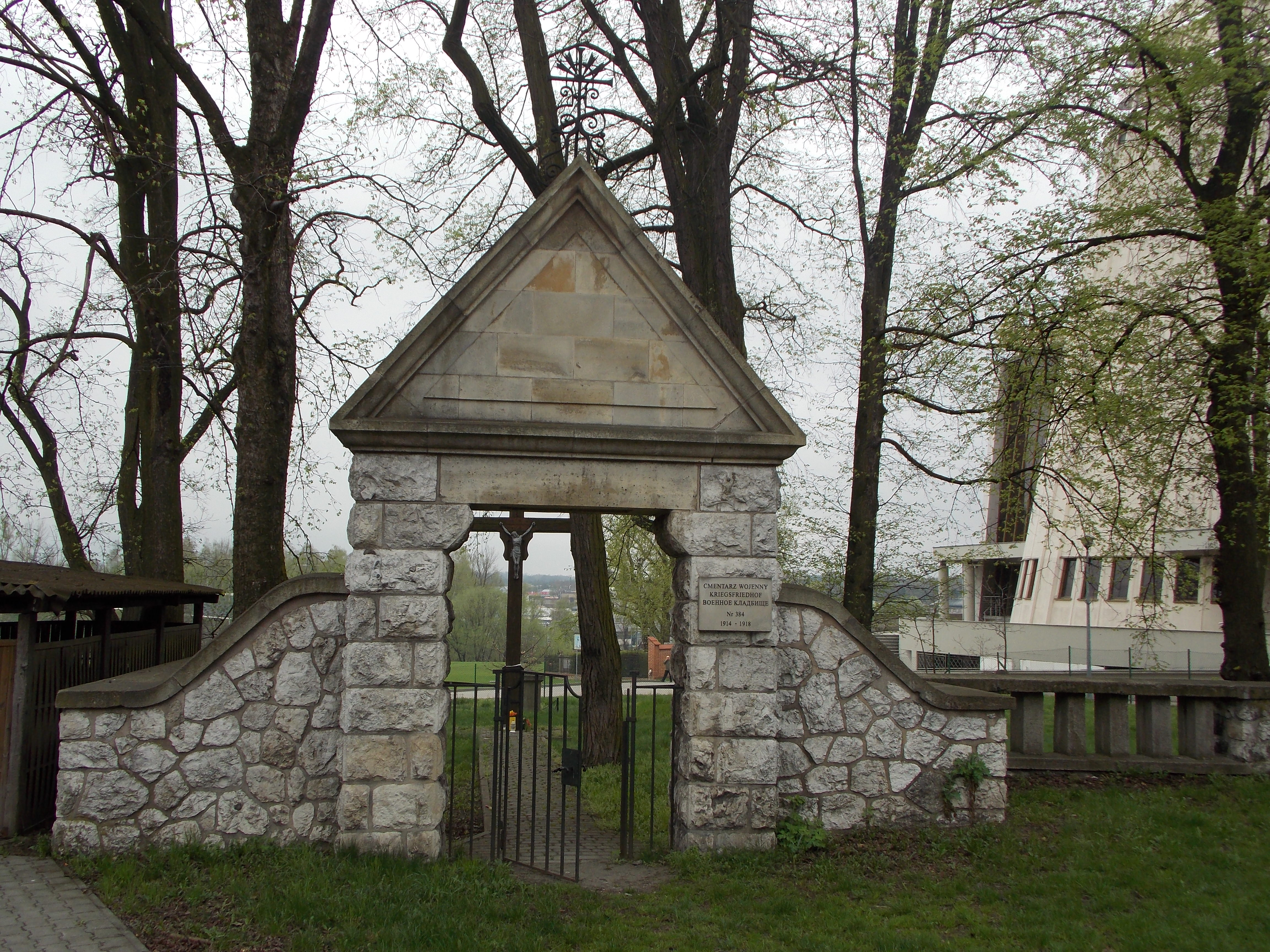
Вход на кладбище
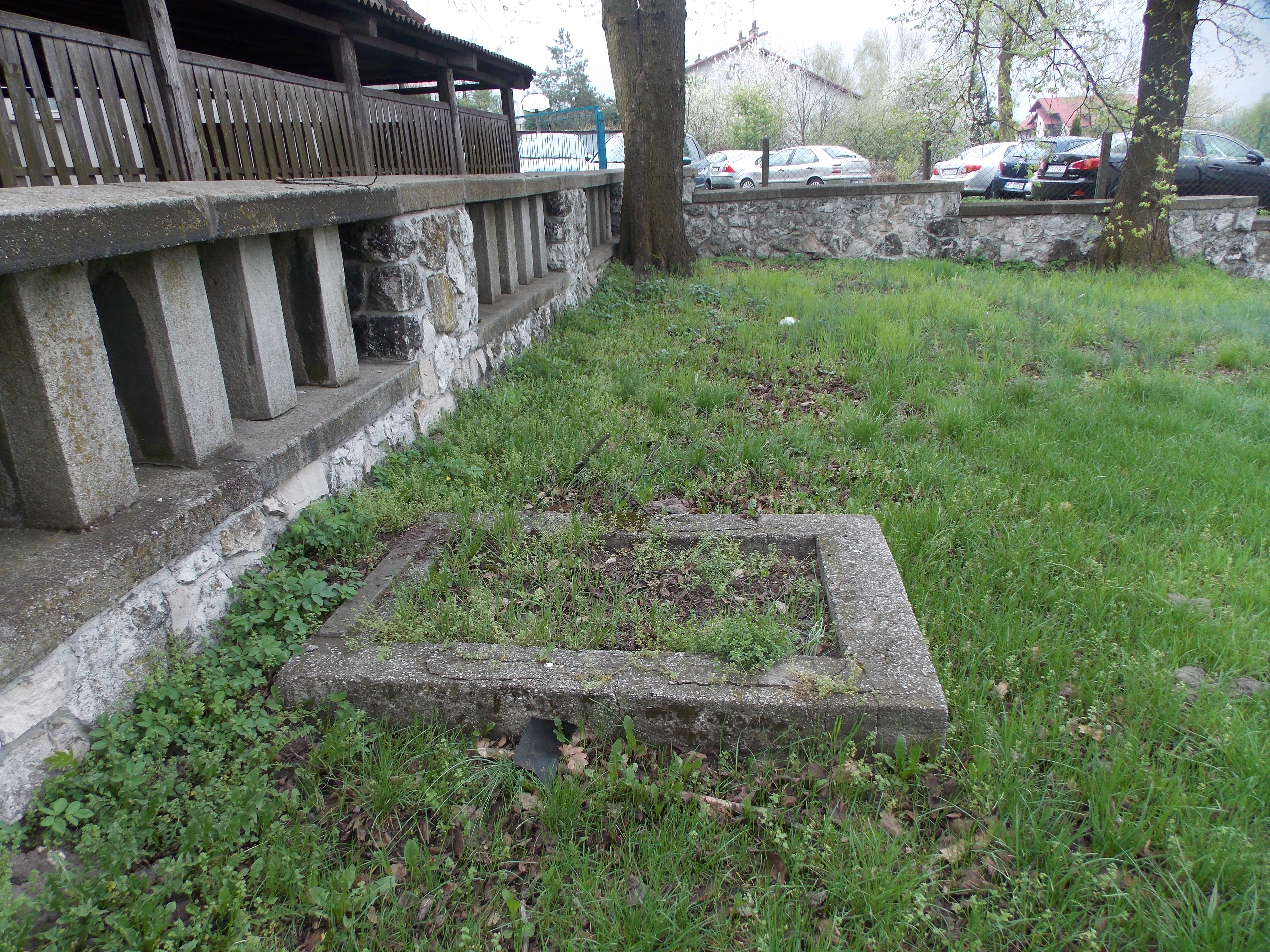
Одна из могил
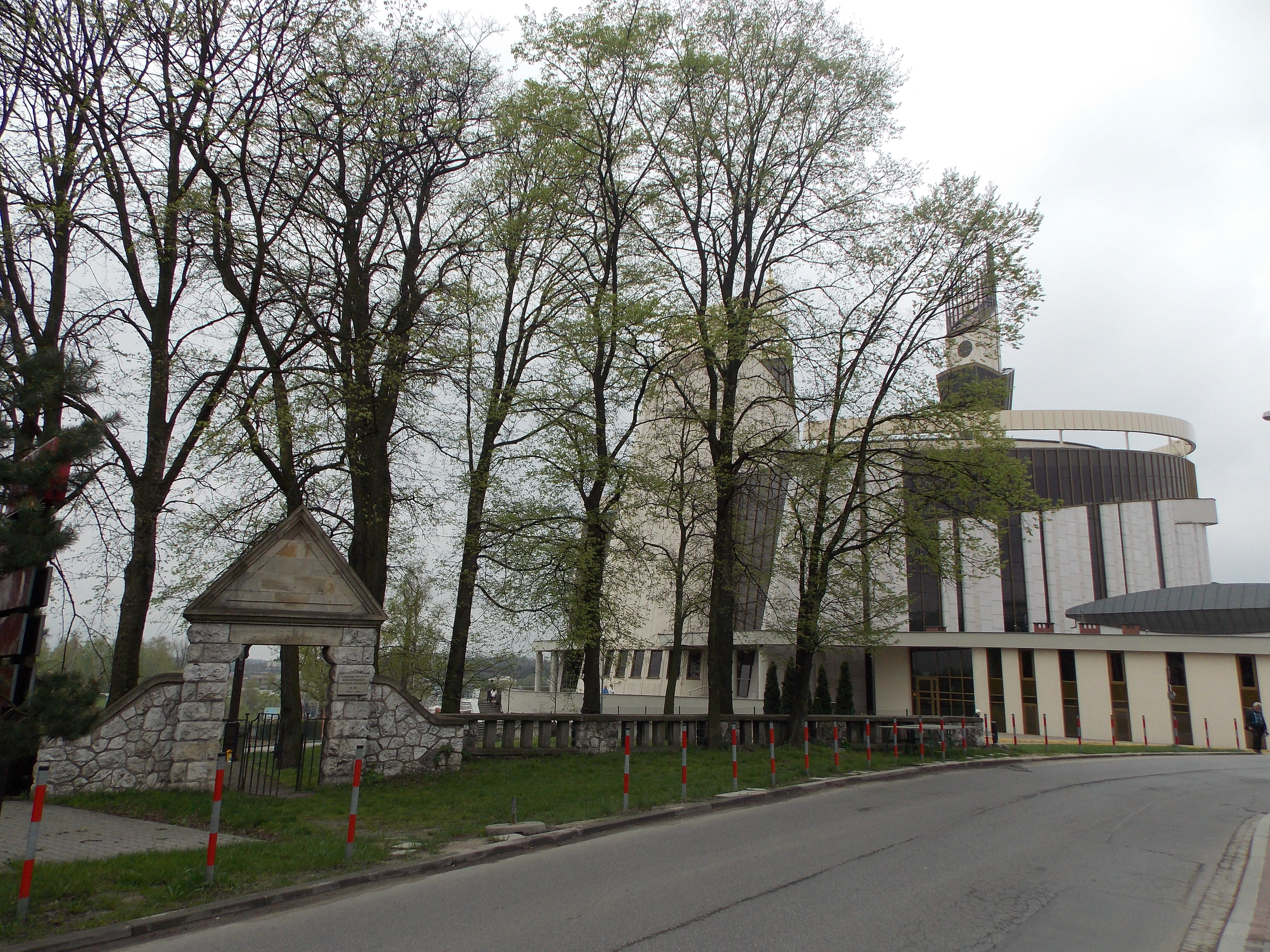
Кладбище и Санктуарий Божьего Милосердия

## Источник
- Oktawian Duda: Cmentarze I wojny światowej w Galicji Zachodniej. Warszawa: Ośrodek Ochrony Zabytkowego Krajobrazu, 1995. ISBN 83-85548-33-5.